# Boris Alekseevič Chmelnickij
Boris Alekseevič Chmelnickij (in russo Борис Алексеевич Хмельницкий?; 27 giugno 1940 – Mosca, 16 febbraio 2008) è stato un attore russo.

## Filmografia parziale
- Guerra e pace (1967)
- La tenda rossa (1969)
- Naperekor vsemu (1973)
- Jonathan degli orsi (1993)